# 妮娜·加西亚
妮娜·加西亚（西班牙語： / 西班牙語發音：[niˈna gaɾˈsi.a]，1965年5月3日—）是一名美国籍哥伦比亚裔时尚新闻从业人员，同时还是美国版《ELLE》主编。并且她还在美国真人秀节目《天桥骄子》自第一季播出以来就担任评委。

## 早年境况
妮娜·加西亚出生于哥伦比亚巴兰基亚的一个富有进口商人家庭。她高中就读于美国马萨诸塞州韦尔斯利的达娜·霍尔学校并于1983年毕业，随后她在波士顿大学获得学士学位。随后她前往法国巴黎的高级时装艺术与技术学院就读，并最终获得纽约市时尚技术学院的时尚营销学士学位。

## 职业生涯

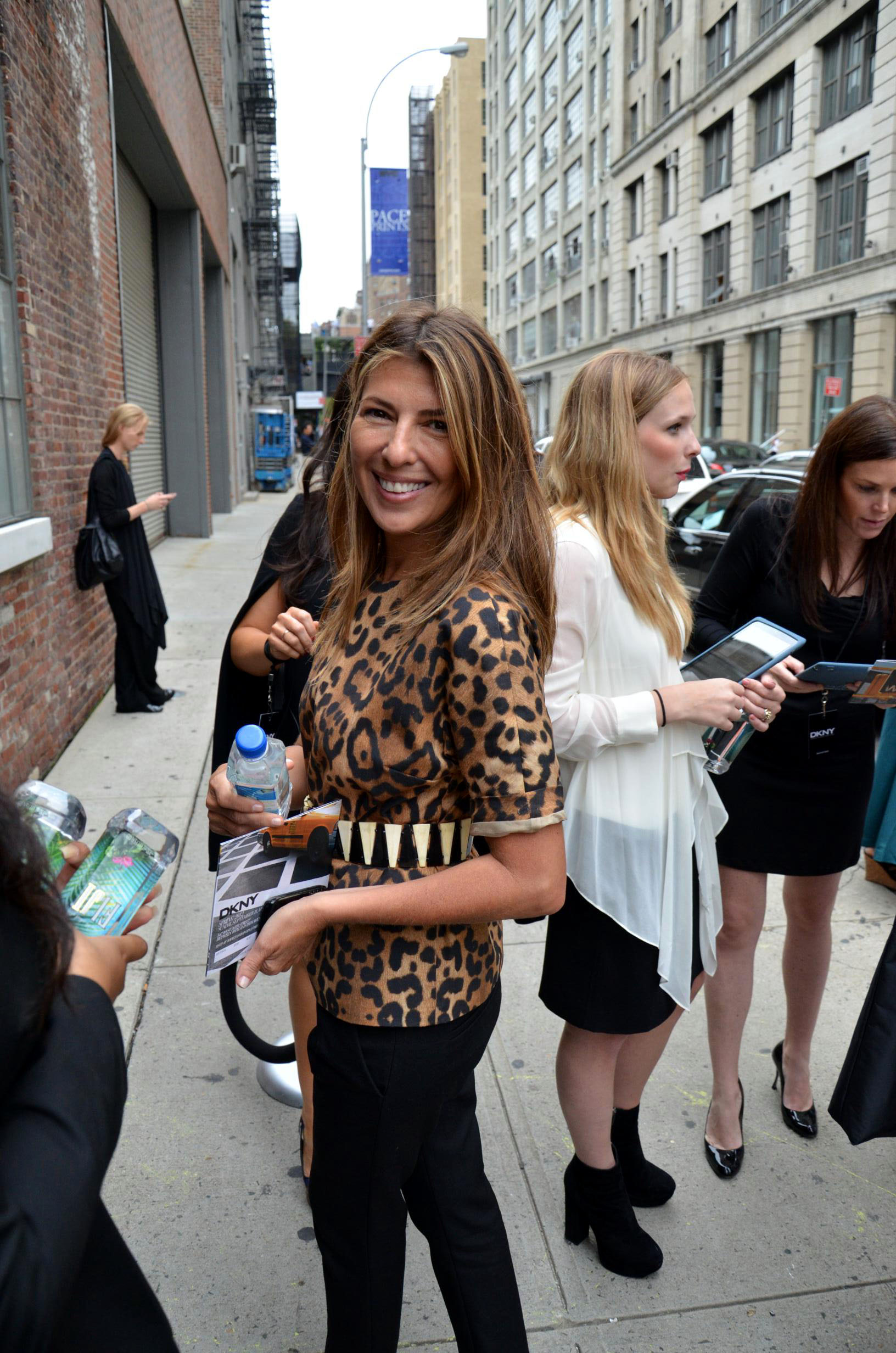
摄于2011年的纽约。

妮娜·加西亚在1980年代前期便开始涉足时尚产业。她曾在服装品牌派瑞·艾力斯及时尚设计师马克·雅各布斯的公关部门供职。

### 记者身份
从马克·雅各布斯离职后，妮娜跳槽至《米拉贝拉》杂志社并在这里成为助理造型师和市场编辑，直至她前往《ELLE》任职。
2000年，妮娜成为《ELLE》的时尚总监。2008年4月，妮娜辞去《ELLE》时尚总监；随后她转而成为其特约编辑，直至同年8月底。2008年4月11日，《美国周刊》报道了妮娜辞去《ELLE》时尚总监的新闻，并表示妮娜的合同即将到期。但是该杂志副总裁兼主编罗伯塔·迈尔斯在5月15日宣布，他们已与妮娜达成了新的协议，确保目前转任特约编辑的妮娜在9月1日合约到期时不会离开杂志社。
2012年，妮娜离开《ELLE》而转任《嘉人》的时尚总监。
2017年，妮娜重返老东家《ELLE》并出任这本全球著名时尚杂志的主编。

### 作者身份
截至目前，妮娜·加西亚在美国已经出版了四本著作。
| 书名              | 出版社     | 首版日期      | 国际标准书号       |
| ----------------- | ---------- | ------------- | ------------------ |
| 我的风格小黑皮书  | 哈珀柯林斯 | 2007年9月4日  | ISBN 9780061234903 |
| 我的100件时尚单品 | 哈珀柯林斯 | 2008年8月26日 | ISBN 9780061854194 |
| 我的风格策略      | 哈珀柯林斯 | 2009年8月25日 | ISBN 9780061959929 |
| 我的造型书        | Voice      | 2010年8月10日 | ISBN 9781401341473 |

### 其他身份
妮娜·加西亚担任过ABC电视网转播奥斯卡金像奖红毯环节的主持人，并自2004年以来就是皮博迪奖获奖节目《天桥骄子》的评委；同时她还是《早安美国》、《观点》、《今天》及有线电视新闻网等节目或频道的风格专家。
2016年5月，妮娜成为一家高科技创业公司“第十九修正案（Nineteenth Amendment）”的顾问委员会成员；该公司运营一家旨在为美国独立设计师提供作品展示并在美国境内提供可持续按需设计交易平台。

### 所获奖项
| 颁奖年份 | 所获奖项              | 颁奖机构           | 备注                     |
| -------- | --------------------- | ------------------ | ------------------------ |
| 2010年   | 时尚甲骨文奖          | 国际时装集团       |                          |
| 2010年   | 个人成就奖            | 西班牙裔联合会     |                          |
| 2015年   | 卓越教育锦标奖        | 奥利弗学者项目     |                          |
| 2021年   | 尤金妮亚·谢泼德媒体奖 | 美国时装设计师协会 | 表彰其在《ELLE》的工作。 |
| 2022年   | 年度女性              | 今日美国报         |                          |

## 个人生活
妮娜·加西亚的丈夫是聚焦点私人资本集团（FocusPoint Private Capital Group）的首席执行官大卫·康诺德，他们与他们的两个儿子——卢卡斯（Lucas）和亚历山大（Alexander）一起生活在纽约市。
2019年2月，妮娜在《ELLE》上发表了一篇文章，表示她不会参加当年的时装周，原因是她接受了预防性双乳切除术。